# Pásztor György (jégkorongozó)
Pásztor György (Törökbálint, 1923. március 2. – 2022. augusztus 22.) ötszörös magyar bajnok jégkorongozó, sportvezető, gyógyszerész.

## Pályafutása

### Jégkorongozóként
Jégkorongozó pályafutását 1933-ban a Budapest-Fasori Evangélikus Gimnázium jégkorong csapatában kezdte. Az iskola csapatával a középiskolai (KISOK) jégkorongbajnokságban vett részt. 1941-ben a magyar Levente (ifjúsági) válogatott tagja és a BKE jégkorongcsapatának igazolt játékosa lett.
A magyar jégkorongbajnokságban 1942 decemberében mutatkozott be majd az 1943-44-es szezonban megszerezte első jégkorong bajnoki címét. A második világháború hosszabb időre megszakította karrierjét. A magyar bajnokságban 1948-ban szerepelt újra. A Csepel csapatával szerzett bronzérmet, majd a Mallerd csapatába igazolt, amely Meteor Mallerd néven 1950-ben bajnok lett.
1951-től a csapat Vörös Meteor néven szerepelt tovább, melynek színeiben 1952-ben, 1957-ben és 1959-ben ismét bajnoki címeket nyert. Játékospályafutását 1960-ban a Bp. Építők csapatában fejezte be.
A válogatott keretnek az 1950-es években tagja volt, de mivel a politikai vezetés nem engedélyezte számára az utazásokat és országok közötti válogatott mérkőzéseket is nagyon ritkán rendeztek, így hivatalos válogatott mérkőzésen mindössze két alkalommal szerepelt. 1951-ben a Főiskolai Világbajnokságon, a romániai Poianán harmadik helyezést ért el.

### Edzőként
Jégkorongozói pályafutásának befejezése után, 1961-től 1964-ig a Bp. Építők edzőjeként tevékenykedett

### Sportvezetőként
Már 1957-ben szerepet kapott a sportág vezetésében. A magyar Jégsport Szövetség jégkorong szakbizottságában, mint a játékosok képviselője tevékenykedett, majd 1963-ig szaktanácsadóként működött közre. 1963-tól a szövetség elnökségének tagja, ahol 1988-ig a jégkorong szakbizottság vezetője is volt. Az 1988-ban létrejött önálló Jégkorong Szövetség alelnöke lett 1994-ig, ezután tiszteletbeli elnöknek választották. 1989-től a Magyar Olimpiai Bizottságnak is a tagja, melynek ma is tiszteletbeli tagja.
Pásztor György a Nemzetközi Jégkorongszövetségben (IIHF) is jelentős feladatokat látott el. Az IIHF kongresszusain 1959-től 1982-ig képviselte hazánkat. 1982-től 1994-ig az IIHF elnökségének a tagja valamint 23 éven át az orvosi és doppingellenőrzési bizottságának vezetője
1994-ben az IIHF tiszteletbeli tagjának választották. 2001-ben pedig „A jégkorongsportban, a Nemzetközi Jégkorong Szövetségben és a jégkorongsport családjában szerte a világon kifejtett egyedülálló közreműködéséért” az IIHF Hall of Fame-jébe is bekerült, ahol 2009 óta Schell Lászlóval ketten képviselik hazánkat.

## Kitüntetései
- 1952 Magyar Népköztársaság kiváló sportolója
- 1963, 1968, 1970 Testnevelés és sport kiváló dolgozója
- 1969 Sport érdemrend bronz fokozat
- 1980 Sport érdemrend ezüst fokozat
- 1987 Sport érdemrend arany fokozat
- 1998 Magyar sportért érdemrend
- 2003 MOB Olimpiai-díj
- 2003 a Magyar Köztársasági Érdemrend tisztikeresztje polgári tagozat
- 2008 Fair Play Életmű-díj